# Легка атлетика на літніх Олімпійських іграх 2020 — естафетний біг 4×400 метрів (змішаний)
Змагання з естафетного бігу 4×400 метрів серед змішаних команд (по двоє чоловіків та жінок у складі кожної) на літніх Олімпійських іграх 2020 у Токіо проходили 30-31 липня 2021 на Японському національному стадіоні. Це стало дебютом дисципліни в історії олімпійської легкоатлетичної програми.

## Напередодні старту
На початок змагань основні рекордні результати були такими:
| WR | США Вілберт Лондон Еллісон Фелікс Кортні Около Майкл Черрі                       | 3.09,34 | Доха       | 29 вересня 2019 |
| WL | Німеччина Марвін Шлегель Мануель Зандерс Рут Софія Шпельмаєр-Пройсс Корінна Шваб | 3.13,57 | Регенсбург | 19 червня 2021  |

## Результати

### Забіги
Умови кваліфікації до наступного раунду: перші три команди з кожного забігу (Q) та дві найшвидших за часом з тих, які посіли у забігах місця, починаючи з третього (q).
Команди США та Домініканської Республіки за підсумками першого забігу посіли місця, які надавали їм право на виступ у фіналі, проте згодом були дискваліфіковані за порушення правил передачі естафетної палички. Після цього вони подали апеляції на суддівські рішення та були поновлені у праві на участь у фінальному забігу. Команда Німеччини отримала право взяти участь у фіналі за рішенням суддів.
| 1  | 2 | Польща                   | Даріуш Ковалюк                 | Іга Баумгарт-Вітан    | Малгожата Голуб-Ковалик     | Каєтан Душинський        | 3.10,44 | Q AR |
| 2  | 2 | Нідерланди               | Йохем Доббер                   | Ліке Клавер           | Лісанне де Вітте            | Ремсі Анджела            | 3.10,69 | Q NR |
| 3  | 1 | США                      | Елайджа Годвін                 | Лінна Ірбі            | Тейлор Менсон               | Брайс Дедмон             | 3.11,39 | Q SB |
| 4  | 2 | Ямайка                   | Шон Бейлі                      | Джунелл Бромфілд      | Стейсі Енн Вільямс          | Карайм Бартлі            | 3.11,76 | Q NR |
| 5  | 2 | Велика Британія          | Камерон Чалмерс                | Зої Кларк             | Емілі Даймонд               | Лі Томпсон               | 3.11,95 | q NR |
| 6  | 1 | Домініканська Республіка | Лідіо Андрес Феліс             | Марілейді Пауліно     | Анабель Медіна Вентура      | Лугелін Сантос           | 3.12,74 | Q NR |
| 7  | 1 | Бельгія                  | Александер Дом                 | Імке Верверт          | Камілле Лаус                | Йонатан Борле            | 3.12,75 | Q NR |
| 8  | 1 | Ірландія                 | Сіллін Грін                    | Філ Гілі              | Софі Бекер                  | Крістофер О'Доннелл      | 3.12,88 | q NR |
| 9  | 1 | Німеччина                | Марвін Шлегель                 | Корінна Шваб          | Рут Софія Шпельмаєр-Пройс   | Мануель Зандерс          | 3.12,94 | q NR |
| 10 | 1 | Іспанія                  | Самуель Гарсія                 | Лаура Буено           | Ааурі Лорена Бокеса         | Бернат Ерта              | 3.13,29 | NR   |
| 11 | 2 | Італія                   | Едоардо Скотті                 | Аліче Маньйоне        | Ребекка Борга               | Владімір Ачеті           | 3.13,51 | NR   |
| 12 | 1 | Нігерія                  | Іфеаньї Еммануель Оджелі       | Імаобонг Нсе Уко      | Самсон Огеневегба Натанієль | Пейшенс Окон Джордж      | 3.13,60 | AR   |
| 13 | 2 | Україна                  | Микита Барабанов               | Катерина Климюк       | Аліна Логвиненко            | Олександр Погорілко      | 3.14,21 |      |
| 14 | 2 | Бразилія                 | Педру Луїс Бурманн ді Олівейра | Тіффані Сілва Марінью | Табата Віторіну ді Карвалью | Андерсон Фрейтас Енрікес | 3.15,89 | AR   |
| 15 | 2 | Індія                    | Мухаммед Анас Ягія             | Реваті Веєрамані      | Субха Венкатесан            | Арокія раджив            | 3.19,93 | SB   |

### Фінал

Фінальний забіг

У фінальному олімпійському забігу команда Польщі встановила перший в історії дисципліни олімпійський рекорд — 3.09,87.
| 1 | Польща                   | Кароль Залевський  | Наталя Качмарек    | Юстина Швенти-Ерсетиц  | Каєтан Душинський | 3.09,87 | OR AR |
| 2 | Домініканська Республіка | Лідіо Андрес Феліс | Марілейді Пауліно  | Анабель Медіна Вентура | Алехандер Огандо  | 3.10,21 | NR    |
| 3 | США                      | Тревор Стюарт      | Кендалл Елліс      | Кайлін Вітні           | Вернон Норвуд     | 3.10,22 | SB    |
| 4 | Нідерланди               | Лімарвін Боневасія | Ліке Клавер        | Фемке Бол              | Ремсі Анджела     | 3.10,36 | NR    |
| 5 | Бельгія                  | Ділан Борле        | Імке Верверт       | Камілле Лаус           | Кевін Борле       | 3.11,51 | NR    |
| 6 | Велика Британія          | Ніклас Бейкер      | Ніколь Єрджин      | Емілі Даймонд          | Камерон Чалмерс   | 3.12,07 |       |
| 7 | Ямайка                   | Шон Бейлі          | Стейсі Енн Вільямс | Товеа Дженкінс         | Карайм Бартлі     | 3.14,95 |       |
| — | Німеччина                | Марвін Шлегель     | Корінна Шваб       | Надіне Гонська         | Мануель Зандерс   | —       | DQ    |